# Theodor Tobler
Theodor Tobler est un entrepreneur et chocolatier suisse, né le 24 janvier 1876 à Berne et mort dans la même ville le 4 mai 1941. Il est connu pour avoir fondé l'entreprise à l'origine du Toblerone.

## Biographie
Theodor Ernst Tobler naît le 24 janvier 1876 à Berne, de Johann Jacob, dit Jean Tobler et Adeline Tobler. Il commence ses études à la Lerberschule à Berne en 1885, mais quitte l'école sans être diplômé en 1892. Il commence à travailler dans le domaine du chocolat en 1894 et démarre sa propre production en 1899.
En 1900, lorsque son père lègue à ses trois enfants (Theodor, Emil et Martha) l'entreprise familiale, c'est Theodor qui en prend la direction. Il effectue une levée de fonds en 1902 et l'entreprise prend rapidement de l'importance sur le marché du chocolat, pourtant déjà bien établi dans la région. Cette croissance repose notamment sur la qualité de leur production, sur le rachat d'autres entreprises concurrentes et sur leur stratégie de publicité ciblée. En 1908, Theodor et son cousin Emil Baumann créent le Toblerone, contraction de « Tobler » et de « torrone », « nougat » en italien, à partir d'un échantillon de nougat ramené d'Alsace par Emil,. La forme triangulaire du Toblerone proviendrait selon une rumeur de la forme triangulaire des convictions maçonniques de Tobler. Une autre explication est que, lors d'un de ses voyages d'affaires à Paris, il aurait assisté, aux Folies Bergère, à une pyramide de danseuses d'où il aurait tiré cette forme. Par la suite, elle sera assimilée au mont Cervin plutôt qu'à cet épisode,.
La société connaît des difficultés financières en 1912, mais fournit notamment l'Armée suisse lors de la Première Guerre mondiale.
À partir de 1916, Tobler développe son entreprise en créant des filiales : il construit une laiterie à Schwarzenburg, rachète une scierie pour la fabrication des boîtes en 1917 et une imprimerie en 1918 à Laupen. La société traverse des années difficiles après la guerre et dans les années 1920 et 1930. Les échecs commerciaux et les difficultés financières forcent Theodor Tobler à quitter son poste de président du conseil d'administration en 1924. En 1933, il est licencié de son poste de directeur, accusé de nuire à l'entreprise. Après le départ de Tobler, plus aucun membre de la famille ne siège au sein du conseil d'administration. L'entreprise fait l'objet de plusieurs rachats successifs, jusqu'à se retrouver entre les mains du leader européen du chocolat Jacobs Suchard, qui est racheté en 1991 par Philip Morris.
En 1933, Tobler rachète une société de confiserie et se lance dans la production de bonbons emballés. Il développe sans succès une gamme de chewing-gum, puis rachète les droits de distribution en Suisse des gommes Wrigley.
Il meurt le 4 mai 1941 à Berne, à l'âge de 65 ans, d'épuisement selon certaines personnes.

## Engagement
Theodor est un entrepreneur possédant de fortes convictions sociales. Dans les entreprises qu'il dirige, il met en place des politiques sociales avantageuses, prenant notamment en charge les frais de logement et d'assurance de ses employés les plus anciens.
Franc-maçon, il est membre de la « Grande Loge suisse Alpina » dès 1902, il fait partie du mouvement pacifiste et cofonde en 1934 Europa-Union, une organisation militant pour une initiative diplomatique paneuropéenne, à l'époque où la montée du nazisme la rend ardue. Ce mouvement donnera naissance au Nouveau mouvement européen suisse (Nomes).
Il fait également campagne pour le libre-échange, dans une Europe alors très fermée. Il prend position en faveur du droit de vote des femmes.